# Joseph Collins
Joseph Collins (Brookfield, 22 settembre 1866 – New York, 11 giugno 1950) è stato un neurologo statunitense.
Ha conseguito la laurea presso l'Università di New York nel 1888 e dopo alcuni anni di pratica privata si è specializzato in neurologia. Fu cofondatore del Neurological Institute of New York.